# Phylloderma stenops
Genre
Espèce
Statut de conservation UICN

 LC  : Préoccupation mineure
Phylloderma stenops est une espèce de chauve-souris, l'unique du genre Phylloderma.

## Répartition géographique
On trouve cette espèce en Amérique du Sud, et notamment en Guyane française.

## Sous-espèces
Selon MSW :
- Phylloderma stenops boliviensis Barquez & Ojeda, 1979 (syn. Phylloderma stenops cayenensis Gray, 1866)
- Phylloderma stenops septentrionalis Goodwin, 1940
- Phylloderma stenops stenops Peters, 1865